# Martorell
Martorell es una ciudad y municipio español de la comarca del Bajo Llobregat, en la provincia de Barcelona, comunidad autónoma de Cataluña. Cuenta con una población de 28 507 habitantes (INE 2024).

## Geografía
Está situado en el norte de la comarca del Bajo Llobregat, a 34 kilómetros de Barcelona, en la confluencia de dos ríos, el Llobregat, y el Noya. El municipio tiene una extensión de 12,84 km².
El término municipal está atravesado por la autovía del Nordeste A-2 en el pK 586, además de por la antigua carretera N-II, por la autopista del Mediterráneo AP-7, que conecta con Gerona y Tarragona, y por la carretera local B-224, que permite la comunicación con Masquefa.
Martorell se divide, debido al curso del río Noya, en dos grandes zonas. La zona sur, aglutina los barrios de la Mina, la Vila, Pont del Diable, Rosanes y Portal d'Anoia. En la zona alta, podemos encontrar los barrios de El Pla, Torrent de Llops (Fase I & II), Buenos Aires, Camí Fondo, Can Cases, Can Carreras, Pou del Merli, y el barrio de Les Bòbiles. El barrio de la Vila tiene especial importancia ya que se corresponde con el núcleo histórico de Martorell.
El relieve del municipio está caracterizado por la transición entre dos grandes unidades geológicas y morfoestructurales: los relieves del sur del municipio, que forman parte de la vertiente nororiental de la cordillera Litoral, y todo el sector norte, más llano, situado en la depresión del Vallès-Penedès. La geomorfología del municipio ha sido moderada por la dinámica fluvial generada por la erosión y los sedimentos aportados por los ríos Llobregat y Noya, y sus afluentes.
La altitud oscila entre los 279 metros al sur (Serra de l'Altaix) y los 50 metros a orillas del río Llobregat. El centro histórico se alza a 56 metros sobre el nivel del mar.
| Noroeste: San Esteban de Sasroviras | Norte: Abrera             | Noreste: Abrera y Castellbisbal |
| Oeste: San Esteban de Sasroviras    |                           | Este: Castellbisbal             |
| Suroeste: Castellví de Rosanés      | Sur: Castellví de Rosanés | Sureste: San Andrés de la Barca |

### Comunicaciones
Martorell está situado en un punto estratégico para varias vías de comunicación, dada su cercanía con la capital Barcelona. Por el municipio pasan la AP-7, la A-2, líneas R4 y R8 de Renfe Cercanías, las líneas S8, S4, R5, R50, R6 y R60 de Ferrocarriles de la Generalidad de Cataluña enlazando con las líneas de Manresa e Igualada con Barcelona-Plaza España (línea Llobregat-Noya) y el paso del AVE Madrid-Barcelona.
Estaciones de tren:
- Martorell Enlace
- Martorell Central
- Martorell Villa - Castellbisbal     (Pertenece a Castellbisbal, pero da servicio a la Villa de Martorell y a parte de Castellbisbal)

También tiene su propio servicio de transporte público gestionada por la empresa Soler i Sauret con 4 líneas, dos dedicadas para el barrio Can Bros y las otras dos que cierculan por el núcleo urbano, pasando cada hora por cada parada.
En un futuro está pensada el paso de la Línea orbital de Rodalies de Catalunya centrada en unas tres estaciones nuevas (una cerca de la rotonda de entrada por la Rambla de las Bóbilas, otra en el parque forestal de Can Casas y la última en el polígono de SEAT) centrada para desviar el paso de los pasajeros que quieran ir a otro lugar sin tener que pasar por Barcelona. Estas dos últimas nuevas estaciones tendrían un intercomunicador con Ferrocarriles de la Generalidad de Cataluña.

## Historia

### Prehistoria
El descubrimiento de unas tumbas del período Neolítico en la zona hermética son el testimonio más antiguo de presencia humana en el término municipal. Un entierro colectivo con ajuar formado por cuatro vasos de cerámica realizados a mano y restos de diez personas. Y otra, una tumba individual con un esqueleto doblado que venía acompañado de una pieza de cerámica tosca y negruzca. En el Museo Municipal se conserva un fragmento de cráneo, tres maxilares inferiores, cuatro recipientes de cerámica y dos fragmentos de sílex.

### Edad Antigua

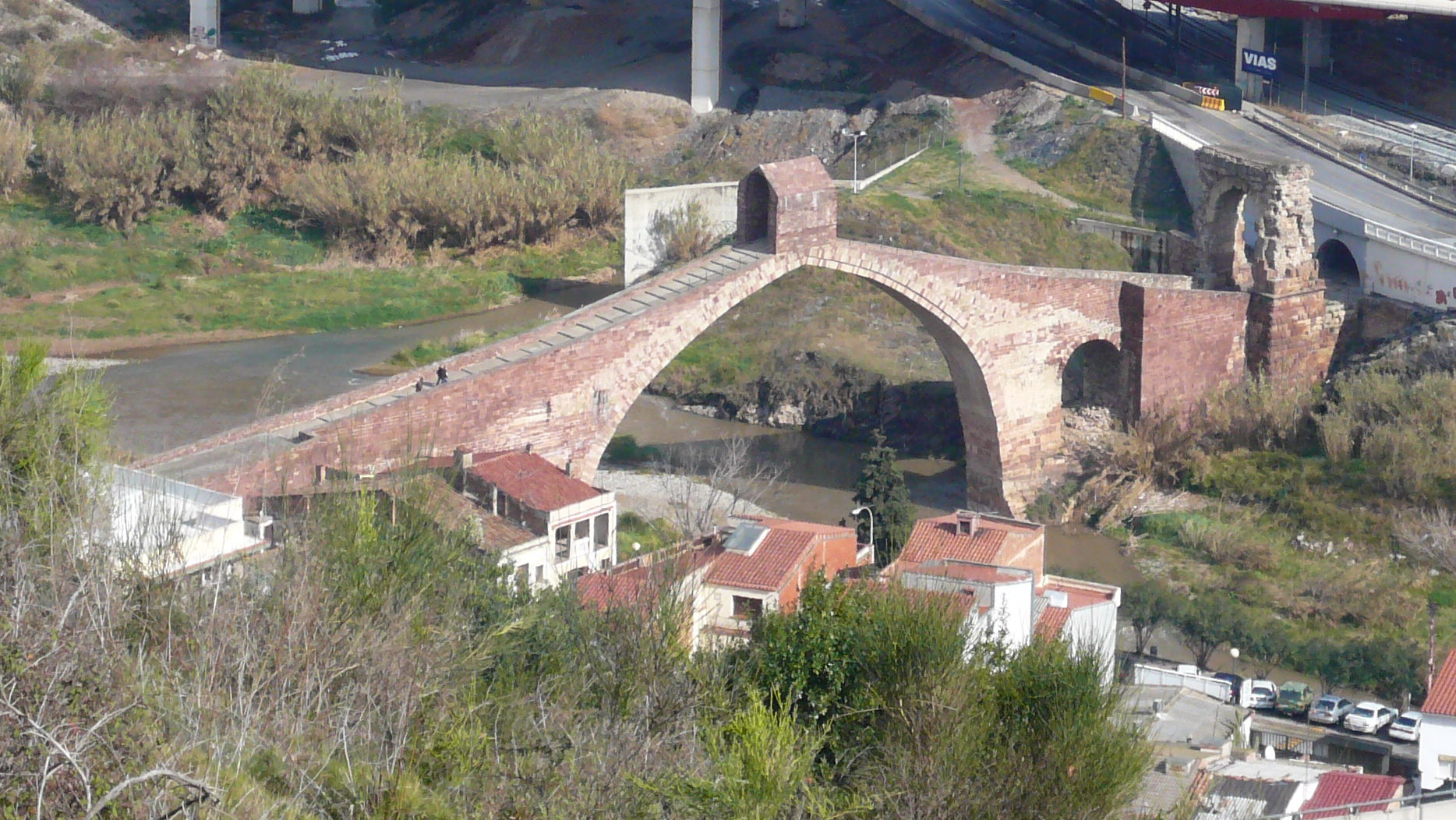
Puente del Diablo

Aunque se han encontrado cerámicas íberas en diferentes yacimientos de la zona, no se han encontrado restos humanos de pobladores íberos.
La presencia romana entre Martorell y Castellbisbal se puede encontrar en:
- El arco y los estribos del puente del Diablo.
- La villa romana junto a la estación de Martorell Enlace. Del siglo II-I a. C. y no sobrepasa del siglo II-inicios del siglo III
- Las bases de la torre Griminella
- La torreta del Clos. Situada en la sierra de las Torretes.
- El descubrimiento de dos fracciones de un miliario, demuestran el paso de la Vía Augusta y se puede deducir por la dedicatoria que se conservan en parte, que se realizaron reformas durante la época de Magnencio.

### Edad Media
Desde el momento de la recuperación de Barcelona por Wifredo el Velloso y del inicio de la repoblación de la banda derecha del río Llobregat, a partir del año 878, la zona de Martorell vio incrementado progresivamente la presencia humana.
El pueblo de Martorell, durante la Alta Edad Media era una agrupación de casas a lo largo del eje del camino que venía del Pont del Diable, en el entorno de una plaza y de la iglesia.
El nombre de Martorell aparece por primera vez en el año 1032. Guillem Bonfill y su esposa Sicarda, señores de Castellvell, fundan el priorato de Sant Genís de Rocafort en el año 1042. Martorell pertenecía en este momento a la baronía de Castellvell, el centro de la cual era el castillo de Sant Jaume. Más adelante, Martorell pasará a manos de los Montcada.
Se han encontrado documentos del año 1216 de la existencia del hospital. El año 1282 se cita por primera vez la feria de Sant Bartomeu, que se hacía al lado del Pont del Diable. En el año 1396 Martorell es incorporado a la Corona, con lo cual , recibe el privilegio de ser declarado calle de Barcelona. En el año 1344 Roger Bernat de Foix concede el privilegio fundacional del municipio de Martorell.
En los inicios del siglo XV el pueblo sufrió las consecuencias de las luchas sucesorias entre los Foix y el rey Martín I de Aragón. En el año 1422, la reina María de Castilla, esposa de Alfonso V de Aragón, concede el privilegio de la celebración de una segunda feria el día de San Marco y los cuatro siguientes, que se mantiene en la actualidad como Feria de Primavera. En el año 1437 se autoriza la construcción de un puente sobre el río Noya.

### Edad Moderna
En el año 1572, el papa Pío V, a petición de Luis de Requesens, señor de la baronía y participante en la batalla de Lepanto, concedió el jubileo perpetuo a la cofradía del Roser de Martorell, concesión que dio lugar a un documento que aún se conserva. A finales del siglo XVI, en el 1579, el obispo autoriza la construcción de una nueva iglesia parroquial.
En el 1640 se presentó la Sublevación de Cataluña (conocida también como Guerra de los Segadores) comportó la fortificación de la villa y de su entorno, ya que se convirtió en cuartel general de Cataluña y se consideraba pieza clave en la defensa de Barcelona. En enero de 1641 la villa fue asediada y destruida por el ejército del marqués de los Vélez.
En el 1652 Martorell sufrió una epidemia de peste. En el 1669 se procedió a una delimitación del término de la población. En el 1686 se establece en la villa una comunidad de frailes capuchinos.
La Guerra de Sucesión hizo sentir sus consecuencias sobre Martorell. En el 1714 el castillo de Rosanes fue preso y volada su torre del homenaje. Desde aquella fecha, el derribo y la desaparición de la fortificación, que era el centre de la baronía, fue en aumento. En el 1732 el Ayuntamiento acordó la construcción de una caserna de caballería para alojar a las tropas y ahorrar los constantes problemas con la población por el hecho de alojarse en las casas de particulares.

### Edad Contemporánea
El siglo XIX se inicia con la guerra de la Independencia Española, que comportará varios saqueos de la villa y su entorno. Durante el siglo XIX la población fue sacudida constantemente por las guerras civiles.
La primera fábrica de hilo de algodón está documentada en 1817. En 1856 se inaugura el ferrocarril de Barcelona a Martorell, prolongándose hasta Tarragona entre 1861 y 1865. Con la construcción de la nueva estación de Martorell, Can Carreres comenzó a formar un núcleo de población importante. En 1863 se modifica el trazado de la carretera de Madrid y se potencia la expansión de Martorell. El museo de l'Enrajolada es inaugurado en el 1876 por Francesc Santacana Campmany. En 1881 se construye la primera cloaca en Martorell. En 1887, muchas familias quedaron arruinadas como consecuencia de la filoxera. En 1893 se inaugura la línea del Ferrocarril Central Catalán, de Martorell a Igualada.
En 1905 se inicia la electrificación del municipio. En 1915 se inaugura el primer servicio de aguas. En 1930 se inaugura la piscina municipal.
El 14 de abril de 1931, Francesc Riera proclama la Segunda República Española en Martorell. En 1936, en plena guerra civil española, son incendiadas y destruidas la iglesia parroquial de Santa María, la ermita de Santa Margarita y la capilla de la Torre de Santa Lucía. Algunos personajes reconocidos como Francesc Santacana Romeu son ejecutados. En 1938 se construye el refugio antiaéreo de la plaza de la Vila. A finales de la Guerra Civil, delante la inminente llegada de las tropas franquistas a Martorell, el ejército republicano en retirada voló, el 23 de enero de 1939, los puentes del ferrocarril de RENFE y FGC, el puente de hierro sobre el río Noya, el puente de hierro de la carretera de Tarrasa y el puente del Diablo. La llegada del ejército de Francisco Franco a Martorell vino precedido del bombardeo de la villa. Hacia las 9 de la mañana del día 23 de enero, la aviación alemana bombardeó la calle del Mur y calles de los alrededores creando el pánico entre la población civil y la muerte de unas 18 personas, la destrucción de una treintena de casas y daños a un centenar de edificios. Hacia el mediodía un nuevo ataque dejó caer bombas en los huertos del Noya, que no provocaron víctimas. Durante la mañana del 24 de enero de 1939, la población de Martorell fue ocupada por el Cuerpo de Ejército de Navarra y el Corpo di Tropa Voluntari (C.T.V.) del ejército franquista.
Entre los años 1941 y 1944 se construyen la nueva iglesia parroquial de Santa María. En 1945 se funda el Museo Municipal. A partir del inicio de los años 70 comienza la gran expansión urbana de Martorell, se completa la urbanización del barrio del Pla y se comienza la del barrio del Camí Fondo y, posteriormente, la del Pelegrí Juncosa. Durante esta época es también cuando se desarrollan todos los polígonos industriales, haciendo pasar la población agrícola a industrial. También es de estas fechas cuando se construye la autopista, la actual AP-7.

## Símbolos
- El escudo de Martorell se define por el siguiente blasón:

«Escudo en forma de losanje con ángulos rectos: de sinople, un mar en forma de pie ondado de argén, cargado de 2 fajas ondadas de azur, sosteniendo una torre de oro abierta acostada de una mano de oro, de la diestra, y de un martillo de oro, siniestra. Por timbre, una corona de marqués.»
Fue aprobado el 26 de junio de 1992. Todos los elementos del escudo son señales tradicionales y parlantes relativos al nombre de la población: tanto el mar, como la mano, la torre y el martillo. Martorell fue centro de un marquesado desde 1637, por eso lo de la corona de marqués.
- La bandera de Martorell es apaisada, de proporciones dos de alto por tres de ancho. Las tres barras son del mismo ancho y de derecha a izquierda son de color sinople, blanco y azul. Sobre la primera barra, en la parte superior y centrada, una torre abierta de color oro.

## Geografía humana

### Demografía
Cuenta con una población de 28 507 habitantes (INE 2024).
| Gráfica de evolución demográfica de Martorell entre 1842 y 2021                                                       |
| |
| Población de derecho según los censos de población del INE. Población de hecho según los censos de población del INE. |

Martorell tiene un total de 28 684 habitantes, de los cuales 14 637 son hombres y 14 047 mujeres según datos del INE 2022.

### Núcleos de población
Martorell está formado por cuatro núcleos o entidades de población.
Lista de población por entidades:
| Entidad de la población | Habitantes (2022) |
| ----------------------- | ----------------- |
| Can Bros                | 36                |
| Núcleo urbano           | 28 533            |
| Pou del Merli, El       | 109               |
| Sant Genís              | 6                 |

Por otro lado, Martorell tiene 15 barrios:
- Barrio de Rosanes
- Barrio Font de la Mina
- Barrio Can Carreras
- Barrio del Pont del Diable
- Barrio El Pla
- Barrio Illa Santacana
- Barrio Buenos Aires
- Barrio Portal d'Anoia
- Barrio del Camí Fondo
- Barrio de Can Bros
- Barrio Torrent de Llops
- Barrio Pou del Merli
- Barrio Can Casas
- Barrio las Bobilas
- Barrio de la Sínia (en construcción)

### Evolución demográfica
| 3221                       | 4972 | 7926 | 16 480 | 26 170 |
| (Fuente: [cita requerida]) |      |      |        |        |

| Gráfico demográfico de Martorell entre 1717 y 2006          |
| ----------------------------------------------------------- |
|                                                             |
| 1717-1960: población de hecho; 1990- : población de derecho |
| Fuente: Municat                                             |
| Gráfica elaborada por: Wikipedia                            |

## Administración y política
| Periodo   | Nombre                     | Partido |
| --------- | -------------------------- | ------- |
| 1979-1983 | Martí Flores i Sáez        | PSC     |
| 1983-1987 | César López Vera           | PSC     |
| 1987-1991 | Salvador Esteve i Figueras | CiU     |
| 1991-1995 | Salvador Esteve i Figueras | CiU     |
| 1995-1999 | Salvador Esteve i Figueras | CiU     |
| 1999-2003 | Salvador Esteve i Figueras | CiU     |
| 2003-2007 | Dora Ramón i Cabot         | PSC     |
| 2007-2011 | Salvador Esteve i Figueras | CiU     |
| 2011-2015 | Salvador Esteve i Figueras | CiU     |
| 2015-2019 | Xavier Fonollosa i Comas   | CiU     |
| 2019-2023 | Xavier Fonollosa i Comas   | JxCat   |
| 2023-act. | Xavier Fonollosa i Comas   | JxCat   |

*Durante la legislatura 2003-2007 se gobernó a partir de un tripartito de PSC, ICV-EUiA y ERC
"*Durante la legislatura 2015-2019 se gobernó con una coalición entre CDC y ERC"

## Economía

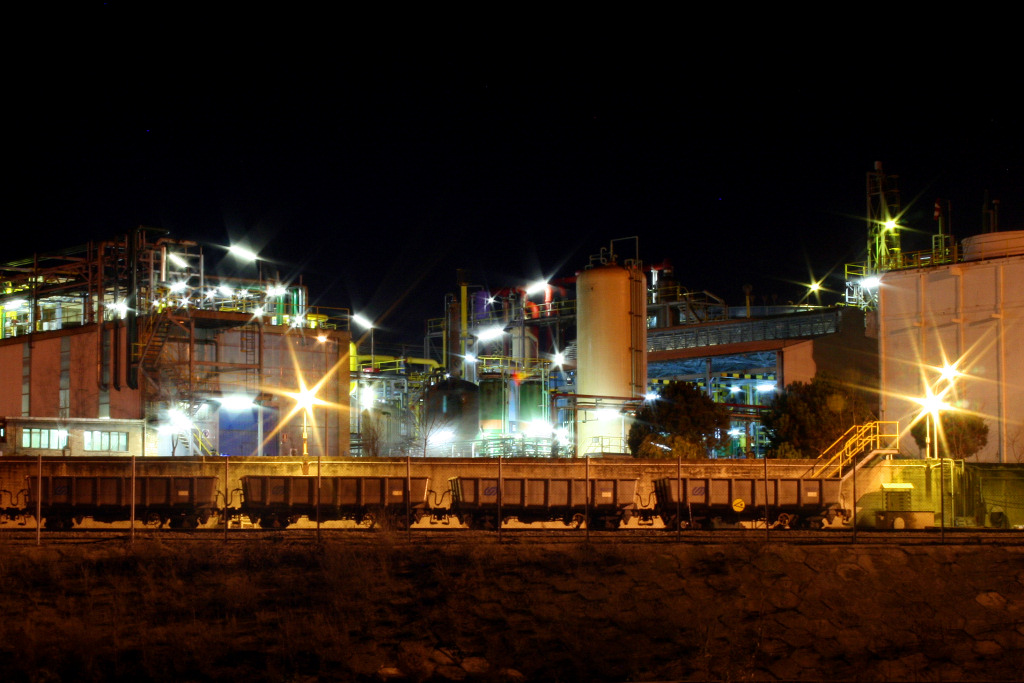
Fábrica química Solvay

A pesar de la poca extensión del territorio del término municipal, la industria tiene una gran importancia.
La industria más importante de Martorell es SEAT, en el término se encuentra la sede, el centro de diseño y la fábrica automovilística. SEAT tiene una gran importancia en el entorno de la economía en la zona, ya que hay un gran número de empresas que indirectamente se han establecido en la zona, construyendo elementos varios para los vehículos.
A partir de SEAT, en el mismo polígono, se ha creado el centro de formación profesional de automoción (CFPA) situado al lado del parque de bomberos y delante de la fábrica de SEAT, dedicada principalmente a la formación de profesionales de la automoción, mayormente para SEAT, ya que la Generalitat y SEAT llegaron a un convenio para la formación de los profesionales.
En el sector de la industria química se encuentra Inovyn (una compañía de INEOS e antigua fábrica de Solvay), cuyo producto más destacado es el PVC.
También se encuentra Cargill Ibérica SLU (antiguamente Cerestar Ibérica), una importante industria alimentaria. Su principal actividad es la molturación húmeda de maíz. Sus producto más destacados son la apirogena y los derivados de las glucosas y dextrosas.

## Monumentos y lugares de interés
- El pont del diable (el puente del diablo en castellano). Símbolo del municipio.
- Iglesia de Santa Margarita. De época visigoda, posteriormente reconstruida de estilo románico.
- Castillo de Rosanes.
- Convento de los capuchinos. De los siglos XVII y XVIII.
- Museo 'L'enrajolada'. Casa-museo creada completamente por azulejos encontrados por el los alrededores
- Museo Vicenç Ros
- Rambla de las Bóbilas. Rambla situada en barrio de las Bóbilas centrada en el uso comercial ya que ahí se sitúa el mercado municipal.
- Biblioteca Martorell. Creada en mayo de 2015 y situada entre los barrios de Buenos Aires y Cami Fondo, es una biblioteca con más 60 000 libros, DVD, revistas... Con aparcamiento público con el mismo horario de esta.
- Centro cultural. Dedicado a la cultura, es un centro con un auditorio con más de 288 plazas, salas de conferencias, salas para agrupaciones culturales, escuela oficial de inglés, la radio municipal (Radio Martorell) y un nuevo espacio joven con espacio de robótica, de gaming, cafetería, wifi, entre otros servicios.

## Cultura

### Fiestas
- La Quadrilla. En marzo, el primer domingo después de carnaval. Baile típico de Martorell, originario del siglo XVIII.
- Feria de primavera. Coincidiendo con el último fin de semana de abril se celebra la Feria de Primavera, una de las fiestas patrimoniales más destacadas del calendario festivo de Martorell.

El origen de la Feria se sitúa en el siglo XV. En 1422, la reina María, esposa de Alfonso El Magnánimo, decidió tomar diferentes iniciativas para potenciar el comercio en Cataluña.
Teniendo en cuenta que Martorell era un nudo de comunicaciones muy importante, su esposa, la reina María otorgó el 23 de marzo de 1422 en Martorell, el privilegio de celebrar una feria por San Marcos y los cuatro días siguientes. Por eso en un principio esta feria era conocida como Feria de San Marcos.
La Feria, que en el pasado fue ganadera y agrícola, se ha ido transformando a lo largo de los siglos. Los últimos tiempos, se convierte también en una muestra de artesanía en La Vila. La mayoría de actividades se concentran en el recinto de Ca n'Oliveras como la Mostra del Transport.
El programa incluye actos para todos los públicos: ferias de artesanía, comercial, del motor, feria del ganado, jornadas de puertas abiertas, exposiciones, conciertos, zona de ocio y el tradicional concurso de arrastre además es una oportunidad para los amantes del diseño, que se pueden dar a conocer con el tradicional concurso de Carteles de la Feria.
- Fiestas del barrio. Se celebran durante los meses de junio y julio y son organizadas por las Asociaciones de vecinos y vecinas, son unas fiestas de carácter popular en las que se intercalan actividades divulgativas como conferencias, exposiciones o cinefórums con otras actividades lúdicas y culturales como conciertos, circo, Chill-Out, baile de gala o talleres infantiles.
- Fiesta del Corpus. En junio. Se confecciones alfombras florales.
- Fiesta Mayor. Esta fiesta se encuentra documentada desde el año 1032 y se aprovechaba como paréntesis entre las faenas agrícolas de segar y vendimiar. En Martorell, como en otras iglesias dedicadas a la Virgen, se instalaba en medio de la nave de la iglesia un túmulo, es decir un catafalco cubierto por un baldaquino, con un altar a los pies, con la imagen yaciendo de la Virgen de la Dormición, popularmente conocida como la Virgen de la Cama.

Aparte del día 15 de agosto, el día central de la fiesta, también se celebra el día 16, fiesta de San Roque, copatrón de la ciudad desde 1589 como segundo día de Fiesta Mayor. Estos dos días las actividades eran organizadas por la parroquia y el Ayuntamiento y se basaban en representaciones litúrgicas y baile. El día 17, el tercer día de Fiesta Mayor, fue instituido en la segunda mitad del siglo XIX a petición de las sociedades recreativas de Martorell.
Hoy en día la Fiesta Mayor de Martorell es una fiesta llena de vitalidad con organización de actos y actividades para todos los públicos. Es una fiesta mayor arraigada en el pasado pero viva y llena de presente con una clara proyección hacia el futuro.
- Fiesta del Rosario. Se celebra el primer fin de semana del mes de octubre antes del 17 de octubre. Está dedicada al origen vitivinícola de Martorell desde el 1571.

En la Fiesta del Mosto (recuperada en 1988), desfilan el carro de las portadoras con uvas, los agricultores, el vino y el cava, entre otros.
En la plaza de la Villa se hace el pregón, bailan los grupos festivos, y se hace la prensada y la pisada popular de uva.
Entre la música y la fiesta los asistentes pueden degustar el mosto, justo recién prensar. Este conjunto de actos son organizados por los Amigos de San Antonio Abad.
Desde el año 2011 se ha iniciado como actividad dentro de la fiesta del Rosario el Vimart, una Feria del vino y del cava que se celebra alrededor de la Plaza de la Iglesia y la calle Iglesia, una concentración de stands de productores vitivinícolas del entorno que ofrecen vinos y cavas.
También se añaden varios restauradores, que completan la oferta con una selección de platos elaborados, buscando el casamiento. También se aprovecha la Fiesta del Rosario para celebrar, con carácter anual, el Encuentro de Entidades de Martorell.
- Fiesta del Tiscar. Segundo domingo de noviembre. La celebración en honor de la Virgen del Tiscar, una adoración de origen andaluz, venerada en la capilla de Sant Joan de Martorell desde el año 1751.

## Ciudades hermanadas
Martorell está hermanada con:
- Borgo a Mozzano (Italia)
- Chevilly-Larue (Francia)
- Valdescuenza (España)